# Terra Encantada
O Terra Encantada foi um parque de diversões que operou durante 12 anos na cidade do Rio de Janeiro administrado pela empresa Parques Temáticos S.A. Projetado para ser um dos mais modernos parques de diversão do Brasil, foi inaugurado no ano de 1998, após dois atrasos de abertura de portas. São 200 mil m², localizados na Avenida Ayrton Senna, 2800, Barra da Tijuca, no Rio de Janeiro, com uma tematização baseada em personagens e festivais da cultura brasileira e suas origens: indígena, africana e europeia.
A Rua Principal era composta de bares, restaurantes e várias lojas (do próprio parque), todos com as fachadas em vários estilos da arquitetura brasileira.
A principal montanha-russa do parque, a Monte Makaya, foi a recordista em inversões no mundo e chegou até a entrar no livro guiness dos recordes. Durante quatro anos ela foi a montanha-russa com mais inversões no mundo, porém, foi superada pela Colossus, localizada no parque inglês Thorpe Park, que conta com 2 inversões a mais. Hoje em dia, a Monte Makaya está em segundo lugar no ranking mundial de inversões, mesmo estando fechada.

## História
O projeto do parque foi lançado em 1995 e eram esperados 90 lojas, incluindo opções gastronômicas e uma filial da rede americana de restaurantes temáticos Planet Hollywood, além de 30 atrações e um show de águas no lago artificial. Os investimentos chegaram a US$ 220 milhões e havia uma estimativa de mais de 12 mil pessoas empregadas direta e indiretamente e uma previsão de 20 mil visitantes por dia com faturamento de cerca de R$ 30 milhões mensais.
A inauguração do parque foi adiada duas vezes, abrindo as portas oficialmente em 15 de janeiro de 1998 com cerca de metade das atrações funcionando. Algumas atrações não funcionaram como deveriam na inauguração e outras prometidas nem chegaram a abrir. O ingresso, na época, custava o equivalente a US$ 30.
Na época de sua abertura, suas atrações chamaram a atenção. Por exemplo, a Cabhum foi a primeira torre de queda livre do país, a Caravela foi o maior barco viking do Brasil e a montanha-russa Monte Makaya teve o maior número de inversões do mundo.
Durante a construção, teriam ocorrido problemas na gestão de caixa, que seriam resolvidos depois da abertura do parque. Entretanto, as estimativas de público não se confirmaram chegando a cerca de 2 mil visitantes diários. Com dificuldades para conseguir mais investidores, em 1999, a Parques Temáticos S.A., empresa controladora do parque, entrou com um pedido de concordata preventiva. As dívidas na época somariam R$ 150 milhões.
Atrações como o Cinema IMAX estariam prontas, mas por desorganização não chegaram a ser inauguradas. Com os problemas do parque, a controladora da marca IMAX teria impedido seu uso posteriormente.
Em 2010, o Terra Encantada foi escolhido para ser o local das gravações da novela Bela, a Feia da Rede Record tendo toda sua Rua Principal transformada em um bairro do Rio de Janeiro antigo, mas precisamente no bairro da Gamboa. Atualmente, o terreno vai ser usado para a construção de um condomínio da Vivaz, marca do Grupo Cyrela (2025).

### Acidentes e fechamento
Na festa de inauguração do parque, a atriz Ísis de Oliveira sofreu uma lesão na coluna cervical enquanto andava no brinquedo Cabhum.
Em março de 2002 durante um show de rock da banda Charlie Brown Jr. uma briga generalizada resultou em 61 feridos. Lojas foram destruídas e saqueadas e pedras, cadeiras, lixeiras e vasos de plantas foram atirados para todo lado por jovens que assistiam ao show.
Em 2005, durante uma festa dentro do parque, um homem caiu de uma montanha-russa de uma altura de oito metros. A vítima ficou 40 dias internado e o parque foi obrigado a pagar uma indenização de R$ 52,2 mil. De acordo com o Tribunal de Justiça do Rio, a trava de segurança não foi suficiente para segurar o corpo preso ao carrinho.
No dia 19 de junho de 2010, a ajudante de cozinha Heydiara Lemos Ribeiro de 61 anos foi arremessada para fora da montanha-russa Monte Aurora caindo de uma altura de aproximadamente 10 metros. A vítima faleceu por traumatismo craniano. Com isso, o parque foi fechado.
Com o parque abandonado desde o fechamento, o terreno foi vendido em 2013 para as empresas Queiroz Galvão e Cyrela por cerca de R$ 1,5 bilhão. Em 2015 os brinquedos começaram a ser desmontados e em 2016 ele foi completamente demolido.

## Personagens
Os personagens foram criados especialmente para o Parque, com base no tema, que era a cultura brasileira e suas origens: indígena, africana e europeia. Aproveitando a fauna brasileira, tiveram destaque alguns animais ameaçados de extinção - como o mico-leão-dourado, a arara azul , o boto cor-de-rosa  -, que conseguiram se salvar e foram viver na Terra Encantada.

## Áreas Temáticas
A Terra Encantada estava dividida em diferentes áreas temáticas que retratam as origens do povo brasileiro. Permitindo que, andando pelo parque, os visitantes pudessem admirar o cenário e aproveitar os brinquedos inovadores.

### Rua Principal
A Rua Principal da Terra Encantada tem a sua temática voltada para o Rio Antigo. A proposta era de se reviver os tempos da boêmia das antigas ruas do Rio de Janeiro. Com a decadência do parque, a Rua Principal perdeu a maioria de sua estrutura e as lojas. Apenas algumas lanchonetes e os cenários da já encerrada "Bela, a Feia" compõem a estrutura temática.

#### Atrações
- Cine 3D.

#### Curiosidades
- Cine IMAX, o Cine IMAX seria o primeiro cinema deste tipo no Brasil, porém a estrutura foi montada de forma errada. O espaço foi concluído, mas acabou se tornando um espaço de reuniões.

- Portal das Trevas, antiga atração que consistia em um labirinto fantasma onde não se podia tocar nos monstros, foi encerrada em 2010.

### Terra Europeia
Inspirada na cultura europeia, essa área do parque era a área de brinquedos extremos. Com o tempo toda a sua temática foi apagada, restando apenas alguns resquícios como a estação do Cabhum e o castelo, já deteriorado, da atração Chega Mais.

#### Atrações
- Cabhum, Uma torre de 69 metros, que equivalia a um prédio de 16 andares, oferecia aos participantes a incrível experiência de uma verdadeira queda livre a 80 km por hora.

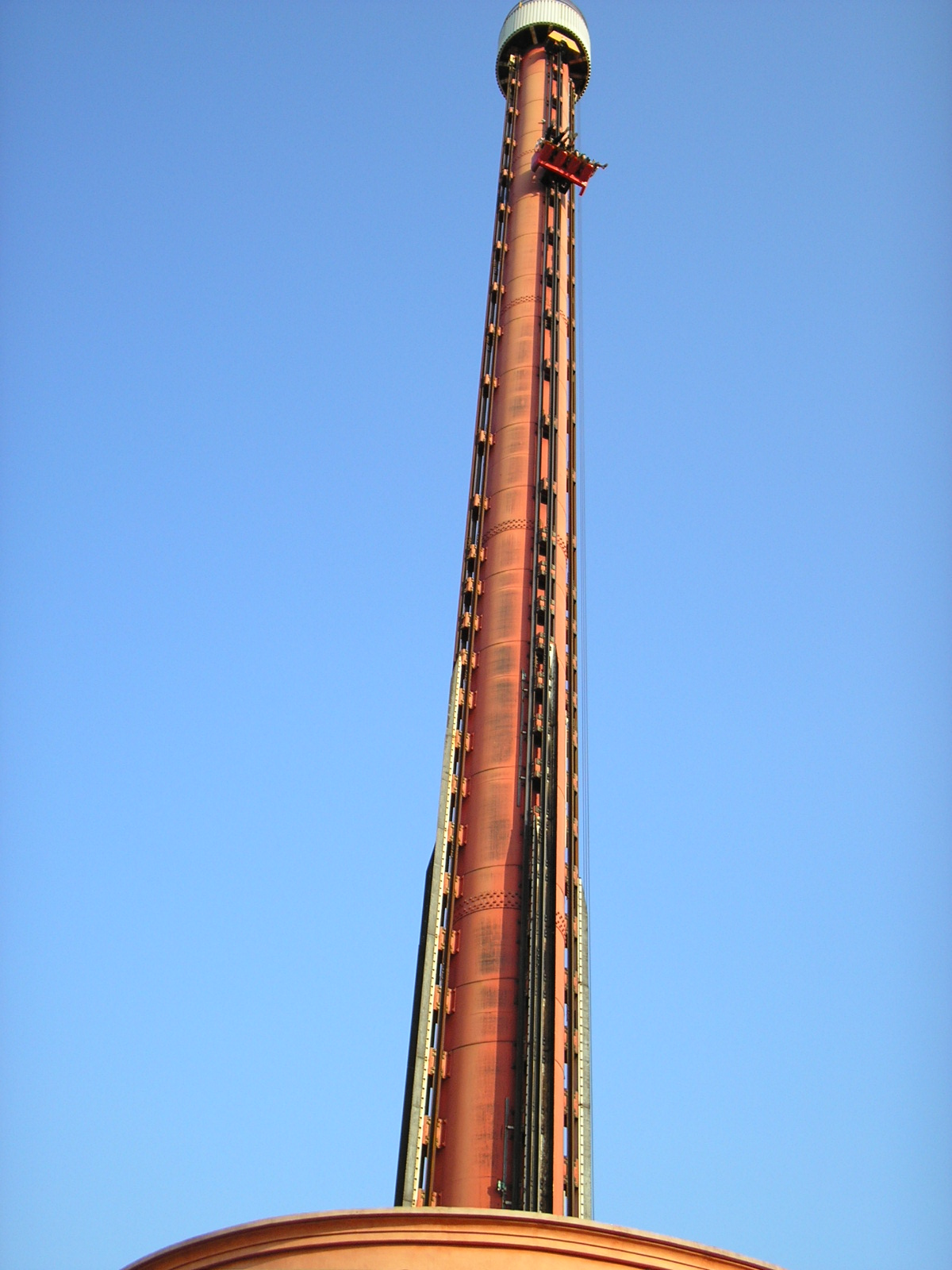
Fotografia do brinquedo Cabhum, Terra Encantada

- Monte Aurora, uma pequena montanha russa com descidas rápidas e diversos caracóis.
- Chega Mais, versão moderna do "bicho da seda", une música e velocidade sobre trilhos, além de girar para frente e para trás.
- Tornado, um carrossel voador popularmente conhecido como "Chapéu Mexicano". Esse brinquedo, além de dar a sensação de estar voando, tinha uma vista de todo o parque.

### Terra das Crianças
A Terra das Crianças homenageava o futuro do mundo que são o público infantil. Era composta por brinquedos clássicos.

#### Atrações
- Vitória-Régia, atração tradicional, onde vitórias-régias gigantes giravam em várias direções sobre uma grande plataforma. Para completar, cada grupo podia controlar o movimento de sua vitória-régia através de um volante central.
- Piuí, mini montanha-russa para as crianças. O trilho do Piuí formava um 8.
- Carrossel, o clássico carrossel, com centenas de luzes piscando e painéis pintados à mão.
- Terra do João do Mato, grande playground infantil que tinha a ecologia como tema. O cenário era composto por árvores, flores e animais gigantes.
- Kart, uma corrida de kart por um circuito cheio de curvas e retas.
- Trem Fantasma, trem que passava por vários cenários de terror.
- Teco-Teco, reproduções autênticas de aviões biplano, que voam subindo e descendo, com o controle da garotada.
- Zum-Zum, mini-jatos em formato de inseto.
- Bambalão, atração onde várias crianças voavam em balões.

### Terra dos Índios
Homenageando os índios do Brasil, essa área temática possuía as Corredeiras, um poderoso rio que também era uma atração do parque.

#### Atração
- Corredeiras, Um imenso canal com 600 metros de extensão por onde um bote com 9 passageiros vence as corredeiras de um rio selvagem.

### Terra Africana
A Terra Africana foi planejada para expor aos visitantes as características da cultura africana  brasileira. O cenário nos primeiros anos do parque foi estruturado de forma completa. Porém, com o tempo, todo o clima africano foi perdido e só restou apenas traços, como a atração Tombô.

#### Atrações
- Monte Makaya, é a segunda  maior montanha russa em número de inversões do mundo - oito vezes de cabeça para baixo! Além disso, tem uma descida de 37 metros de altura.
- Caravela, uma enorme caravela que é balançada de um lado para o outro com a fúria de uma tempestade. Essa atração está presente nos melhores parques do mundo.
- Fórmula TE, auto - pista com modernos carrinhos de "bate - bate", de design arrojado.
- Tombô, o Tombô, que apesar de ser um brinquedo comum, era uma das maiores sensações do parque.

### Castelo das Águas
Com planos para ser inaugurado em 1999, o Castelo das Águas iria ter uma surpresa dentro dele, uma montanha-russa no escuro. Possuiria um bela tematização e funcionaria junto com o Show das Águas. Todavia, esses projetos não chegaram a ser concluídos e ele acabou ficando apenas como uma estrutura.

### Alimentação
- Point do Lanche, era a maior lanchonete do parque, sua localização ficava na Terra das Crianças.
- Looping Kids, lanchonete que se localizava na saída da montanha-russa Monte Makaya.
- Nippon Box, lanchonete que ficava na Terra Africana.
- Caldo de Cana e Coco Verde, barraca que era ao lado do Carrossel.
- Souvenirs, loja contendo souvenirs e lembranças da Terra Encantada, se localizava em frente a fila da Monte Makaya.
- Porreta X Ches, lanchonete que ficava localizada em frente ao Cabum.